# NGC 3202
NGC 3202 é uma galáxia espiral barrada (SBa) localizada na direcção da constelação de Ursa Major. Possui uma declinação de +43° 01' 17" e uma ascensão recta de 10 horas, 20 minutos e 31,6 segundos.
A galáxia NGC 3202 foi descoberta em 3 de Fevereiro de 1788 por William Herschel.